# 鱂脂鯉科
鱂脂鯉科，又稱短嘴脂鯉科，為脂鯉亞目的其一科。其下生物原產於哥斯達黎加、巴拿馬和南美洲。鱂脂鯉科的魚個體都很小，成年個體長度大約在2至7（0.79至2.76英寸）之間。它們以昆蟲的幼蟲為食。

## 分類
鱂脂鯉科下分2亞科7屬，如下：

### 鱂脂鯉亞科（Lebiasininae）
- 德勒姆鱂脂鯉屬（Derhamia）
- 鱂脂鯉屬（Lebiasina）
- 片鱂脂鯉屬（Piabucina）

### 翹嘴脂鯉亞科（Pyrrhulininae）
- 短頜鱂脂鯉屬（Copeina）
- 絲鰭脂鯉屬（Copella）
- 鉛筆魚屬（小口脂鯉屬）（Nannostomus）
- 翹嘴脂鯉屬（Pyrrhulina）

## 外部連結
- Froese, R. & Pauly, D. (eds.) (2007). Lebiasinidae. FishBase. Version 2007-Feb.
- Nelson, Joseph S. (2006). Fishes of the World. John Wiley & Sons, Inc. ISBN 978-0-471-25031-9